# Jan Hrušínský
 Jan Hrušínský  (ur. 9 czerwca 1955 w Pradze) – czeski aktor; syn Rudolfa Hrušínskiego i brat Rudolfa Hrušínskiego młodszego.

## Biogram
Grał już od dziecka; w latach 1970–1974 studiował na konserwatorium w Pradze.
Początkowo aktor filmowy. Był członkiem wielu teatrów (1976–1984 Činoherní studio v Ústí nad Labem, 1984-92 Realistické divadlo/Divadlo Labyrint, 1992–1994 Divadlo Na zábradlí, 1994–1997 Městská divadla pražská), potem nie angażowany na stałe.
Potrafił zainteresować publiczność zwłaszcza w nietradycyjnych koncepcjach ról szekspirowskich, repertuarze klasyków rosyjskich i współczesnych dramatach angielskojęzycznych autorów.

## Role teatralne
- Troilus (William Szekspir, Troilus i Kresyda), 1978
- Tuzenbach (Anton Czechow, Trzy siostry, 1982)
- Ryszard II, tytułowa rola (William Szekspir), 1988
- Joyce (Tom Stoppard, Travestie), 1991

## Role telewizyjne
- bajka Jak se budí princezny (1977)
- film Polojasno (1999)
- serial Místo v životě (2006)
- serial Náves (2006)

## Filmografia
- Babcia (1971)
- Dziewczyna na miotle (1972)
- Kdo hledá zlaté dno (1974)
- Můj brácha má prima bráchu (1975)
- Brácha za všechny peníze (1978)
- Lásky mezi kapkami deště (1979)
- Konec starých časů (1989)
- Ceremoniář (1996)
- Jezerní královna (1997)
- Želary (2003)
- Piękność w opałach (2006)
- Ro(c)k podvraťáků (2006)
- Saxana – Veletrh strašidel (2009)